# San Juan Teponapa
Teponapa es una localidad del municipio de Santa María Pápalo del estado de Oaxaca, México. La población total de Teponapa es de 187 personas, 92 son masculinos y 95 femeninas. 
En Teponapa hay un total de 46 hogares. De estos 46 viviendas, 42 tienen piso de tierra y unos 8 consisten de una sola habitación. 46 de todas las viviendas tienen instalaciones sanitarias, 4 son conectadas al servicio público, 45 tienen acceso a la luz eléctrica. La estructura económica permite a 0 viviendas tener una computadora, a 0 tener una lavadora y 1 tienen una televisisón.

## Encabezado
Describe el texto sobre algún tema. Puedes reemplazar la sección si fuera necesario, describir según el tiempo, los integrantes, sucesos, lo que tengas en mente. Sigue este ejemplo para crear otras secciones.